# Johannes Jobst
Johannes Jobst (ur. 4 lutego 1920 we Frankenberg (gmina Brennberg), zm. 5 lipca 2014 w Innsbrucku; ang. John Jobst) – emerytowany biskup Broome. 

## Życie
Johannes Jobst po wstąpieniu do pallotynów otrzymał święcenia kapłańskie 9 lipca 1950 z rąk biskupa limburskiego Wilhelma Kempfa.
Papież Jan XXIII mianował go w 13 stycznia 1959 wikariuszem apostolskim 'Kimberley w Australii Zachodniej' i biskupem tytularnym Pitanae. Delegat Apostolski w Australii Romolo Carboni wyświęcił go 19 marca tego samego roku na biskupa. Współkonsekratorami byli emerytowany wikariusz Kimberlay Ottone Raible SAC oraz biskup pomocniczy Sydney James Patrick Carroll. Brał udział w posiedzeniach II Soboru Watykańskiego. 7 lipca 1966 papież Paweł VI podniósł rangę wikariatu do diecezji, ustanawiając tym samym Jobsta pierwszym biskupem Broome.
3 października 1995 złożył rezygnację z urzędu, z powodu swojego wieku.